# Saka Haphong
Saka Haphong (bengalski: সাকা হাফং, burmanski: ဆကးအဖောင် တောင်) je vrh na granici između Bangladeša i Mjanmara, između Thanchija, Bandarbana, Bangladeša i države Chin u Mjanmaru.
Vjeruje se da je Saka Haphong najviši vrh Bangladeša. U veljači 2006., Nature And Adventure Club Ginge Fullen zabilježio je GPS očitanje od 1064 metra na ovom vrhu. Lokacija koju je zabilježio, 21°47′11″N 92°36′36″E / 21.78639°N 92.61°E, točno se podudara s lokacijom danom ruskom topografskom kartom i podacima SRTM-a, iako ovi izvori pokazuju da je njegova visina nešto niža, na 1052 metra. Nedavno su dva trekking kluba izmjerila visinu Saka Haphonga od1,063 m i 1,055 m, oba premašuju visinu Keokradonga koja iznosi 967 m.